# Maart 2022
Dit artikel geeft een chronologisch overzicht van de belangrijkste gebeurtenissen per dag in de maand maart van het jaar 2022.

## Gebeurtenissen

### 3 maart
- De kerncentrale Zaporizja wordt door het Russische leger veroverd. Dit is de eerste aanval door een leger op een kerncentrale ooit.[1] (Lees verder)

### 4 maart
- Een aanslag op een moskee in de Pakistaanse stad Pesjawar kost het leven aan meer dan 63 mensen. De verantwoordelijkheid voor de aanslag wordt opgeëist door IS in Khorasan, een lokale tak van terreurbeweging Islamitische Staat.[2][3]
- In Peking gaan de Paralympische Winterspelen 2022 van start.

### 8 maart
- Oliemaatschappij Shell verbreekt officieel alle banden met Rusland vanwege de Russische inval in Oekraïne. Het bedrijf koopt geen Russische olie of gas meer en alle tankstations van Shell in Rusland worden gesloten.[4] Wikinieuws
- In het oosten van Australië worden tienduizenden mensen geëvacueerd vanwege overstromingen na extreme regenval. Er zijn tot nu toe zeker tien doden gevallen. Premier Scott Morrison spreekt van de ergste overstromingen die het land ooit hebben getroffen.[5]

### 9 maart
- De Australische regering kondigt vanwege de grootschalige overstromingen de noodtoestand af voor Queensland en New South Wales. Inmiddels zijn er als gevolg van de overstromingen meer dan 20 doden gevallen.[6]
- Bij een luchtaanval in de Oekraïense stad Marioepol raakt een kinderziekenhuis zwaar beschadigd.[7] (Lees verder)
- Bij Antarctica vindt een Britse expeditie op 3000 meter diepte het wrak terug van de in 1915 gezonken Endurance.[8]
- De eerste dorpen overstromen in Suriname. Binnen een week is het oostelijke deel van het binnenland overstroomd omdat de kleine droge tijd dit jaar is uitgebleven vanwege La Niña.[9][10]

### 11 maart
- Bij Lulubi in de Congolese provincie Lualaba vallen zeker 60 doden als een goederentrein ontspoort en naar beneden stort. De passagiers zouden illegaal in de trein hebben gezeten.[11][12]
- Het Indiase ministerie van Defensie meldt dat er twee dagen geleden door een technische fout onbedoeld een raket op Pakistan is afgevuurd. De raket landde in de buurt van Mian Channu, zonder schade aan te richten.[13]

### 12 maart
- Het ministerie van Buitenlandse Zaken van Saoedi-Arabië meldt dat er in één dag tijd 81 gevangenen zijn geëxecuteerd, een uitzonderlijk hoog aantal.[14]
- In Finland levert de kerncentrale Olkiluoto III stroom aan het netwerk. Dit was de eerste nieuwe Finse kernreactor in 40 jaar. Het land investeert in kernenergie om de co2-uitstoot omlaag te brengen en de afhankelijkheid van Russisch gas te verminderen.

### 13 maart
- Enkele Chinese miljoenensteden – waaronder Changchun en Shenzhen – gaan opnieuw in lockdown vanwege de oplopende COVID-19-besmettingen. In Shanghai worden de scholen gesloten.[15] (Lees verder)

### 16 maart
- Voor de kust van Fukushima vindt een aardbeving met een kracht van 7,3 plaats. Het epicentrum ligt op ca. 60 km diepte. Als gevolg van de beving vallen enkele doden en miljoenen huishoudens komen zonder stroom te zitten, onder meer in Tokio.[16] (Lees verder)

### 18 maart
- In Turkije wordt de Çanakkale 1915-brug, die over de Dardanellen loopt, geopend. Het is de langste hangbrug ter wereld.

### 19 maart
- In het noorden van Noorwegen stort een Amerikaanse V-22 Osprey neer, met aan boord vier militairen die bezig waren met een training voor de NAVO. Geen van hen overleeft het ongeluk.[17]

### 20 maart
- In het Waalse dorp Strépy-Bracquegnies vallen zes doden als een auto inrijdt op een groep carnavalsvierders. De bestuurder was mogelijk onder invloed.[18]

### 23 maart
- De Taliban besluiten dat meisjes in Afghanistan toch niet naar de middelbare school mogen. Het ministerie van Onderwijs zegt dat er eerst een plan moet komen dat in overeenstemming is met de islamitische wet.[19]

### 24 maart
- Tijdens een speciale NAVO-top in Brussel vanwege de Russische oorlog in Oekraïne spreken de lidstaten onder meer af om extra troepen naar Bulgarije, Hongarije, Slowakije en Roemenië te sturen.[20]
- Wetenschappers aan de Vrije Universiteit Amsterdam publiceren een onderzoek waarin voor het eerst de aanwezigheid van microplastics in menselijk bloed wordt aangetoond. Al langer was bekend dat mensen microplastics via voedsel en drank kunnen binnenkrijgen. Onderzocht wordt nog hoe groot het risico voor de volksgezondheid is.[21]

### 26 maart
- De Jemenitische steden Sanaa en Hodeidah worden gebombardeerd door de militaire coalitie geleid door Saudi-Arabië. Het bombardement is een vergelding voor de beschietingen een dag eerder van de Arabische stad Jeddah door de Houthi's, waarbij onder meer een oliedepot van Aramco werd geraakt.[22] (Lees verder)

### 27 maart
- In El Salvador wordt voor de komende 30 dagen de noodtoestand uitgeroepen, nadat er in 24 uur tijd maar liefst 62 moorden zijn gepleegd. De moorden houden verband met gewelddadige criminele bendes.[23]

### 29 maart
- In Oost-Congo wordt een VN-helikopter uit de lucht geschoten. Aan boord van de helikopter waren acht VN-militairen en -waarnemers.

### 31 maart
- De Oekraïense president Volodymyr Zelensky sprak via een live videoverbinding de Tweede Kamer toe.[24] Het is de eerste keer dat een buitenlands staatshoofd dit doet voor de Tweede Kamer.[25]

## Overleden
← · januari · februari · maart · april · mei · juni · juli · augustus · september · oktober · november · december ·  →